# ゴマンゾク
『ゴマンゾク』は、フジテレビ系列で2017年12月5日から12月26日まで毎週火曜日 23:30 - 23:40（JST）に放送されていた旅バラエティ番組である。また、ミニ番組である。

## 概要
当番組は、「ふるさと」を旅しながら、「ヒト・モノ・コト」などを「五感」を通して切り取る新しい旅プログラムで、ずんの飯尾和樹とモデルの堀田茜がちょこっとホッコリする旅に出かける旅バラエティ番組である。

## 出演者
- 飯尾和樹（ずん）
- 堀田茜

## ネット局
| 放送対象地域   | 放送局                      | 系列           | 放送日時             |
| -------------- | --------------------------- | -------------- | -------------------- |
| 関東広域圏     | フジテレビ（CX） 【制作局】 | フジテレビ系列 | 火曜日 23:30 - 23:40 |
| 北海道         | 北海道文化放送（uhb）       | フジテレビ系列 | 火曜日 23:30 - 23:40 |
| 岩手県         | 岩手めんこいテレビ（mit）   | フジテレビ系列 | 火曜日 23:30 - 23:40 |
| 宮城県         | 仙台放送（OX）              | フジテレビ系列 | 火曜日 23:30 - 23:40 |
| 秋田県         | 秋田テレビ（AKT）           | フジテレビ系列 | 火曜日 23:30 - 23:40 |
| 山形県         | さくらんぼテレビ（SAY）     | フジテレビ系列 | 火曜日 23:30 - 23:40 |
| 福島県         | 福島テレビ（FTV）           | フジテレビ系列 | 火曜日 23:30 - 23:40 |
| 長野県         | 長野放送（NBS）             | フジテレビ系列 | 火曜日 23:30 - 23:40 |
| 新潟県         | 新潟総合テレビ（NST）       | フジテレビ系列 | 火曜日 23:30 - 23:40 |
| 静岡県         | テレビ静岡（SUT）           | フジテレビ系列 | 火曜日 23:30 - 23:40 |
| 富山県         | 富山テレビ（BBT）           | フジテレビ系列 | 火曜日 23:30 - 23:40 |
| 石川県         | 石川テレビ（ITC）           | フジテレビ系列 | 火曜日 23:30 - 23:40 |
| 福井県         | 福井テレビ（FTB）           | フジテレビ系列 | 火曜日 23:30 - 23:40 |
| 中京広域圏     | 東海テレビ（THK）           | フジテレビ系列 | 火曜日 23:30 - 23:40 |
| 近畿広域圏     | 関西テレビ（KTV）           | フジテレビ系列 | 火曜日 23:30 - 23:40 |
| 島根県・鳥取県 | 山陰中央テレビ（TSK）       | フジテレビ系列 | 火曜日 23:30 - 23:40 |
| 岡山県・香川県 | 岡山放送（OHK）             | フジテレビ系列 | 火曜日 23:30 - 23:40 |
| 広島県         | テレビ新広島（tss）         | フジテレビ系列 | 火曜日 23:30 - 23:40 |
| 愛媛県         | テレビ愛媛（EBC）           | フジテレビ系列 | 火曜日 23:30 - 23:40 |
| 高知県         | 高知さんさんテレビ（KSS）   | フジテレビ系列 | 火曜日 23:30 - 23:40 |
| 福岡県         | テレビ西日本（TNC）         | フジテレビ系列 | 火曜日 23:30 - 23:40 |
| 佐賀県         | サガテレビ（sts）           | フジテレビ系列 | 火曜日 23:30 - 23:40 |
| 長崎県         | テレビ長崎（KTN）           | フジテレビ系列 | 火曜日 23:30 - 23:40 |
| 熊本県         | テレビ熊本（TKU）           | フジテレビ系列 | 火曜日 23:30 - 23:40 |
| 鹿児島県       | 鹿児島テレビ（KTS）         | フジテレビ系列 | 火曜日 23:30 - 23:40 |
| 沖縄県         | 沖縄テレビ（OTV）           | フジテレビ系列 | 火曜日 23:30 - 23:40 |